# Yansi
El yansi és una llengua bantu parlada en la República Democràtica del Congo.
Hi ha sis varietats lingüístiques que Guthrie classificava com a bantu (B.85 yans). D'acord amb Nurse (2003), la major part pertany a les llengües yaka, tot i que una o dues s'assignen a les llengües boma-dzing, malgrat que no en diga quina. Maho (2009) assenyala que la varietat tsong de yansi és el "songo", sense classificar per l'Ethnologue, i així pot ser que en no pertanga a la resta. Ehret (2009), però, reté la majoria de les varietats en B.80, i només classifica "yanz kimatu" com a yaka. Les sis varietats de Guthrie són:
- B.85A mbiem, yansi occidental
- B.85B east yans
- B.85C yeei
- B.85D tsong (itsong,nsong, ntsuo, "songo")
- B.85I mpur (mput)
- B.85F tsambaan